# H.B. Warner

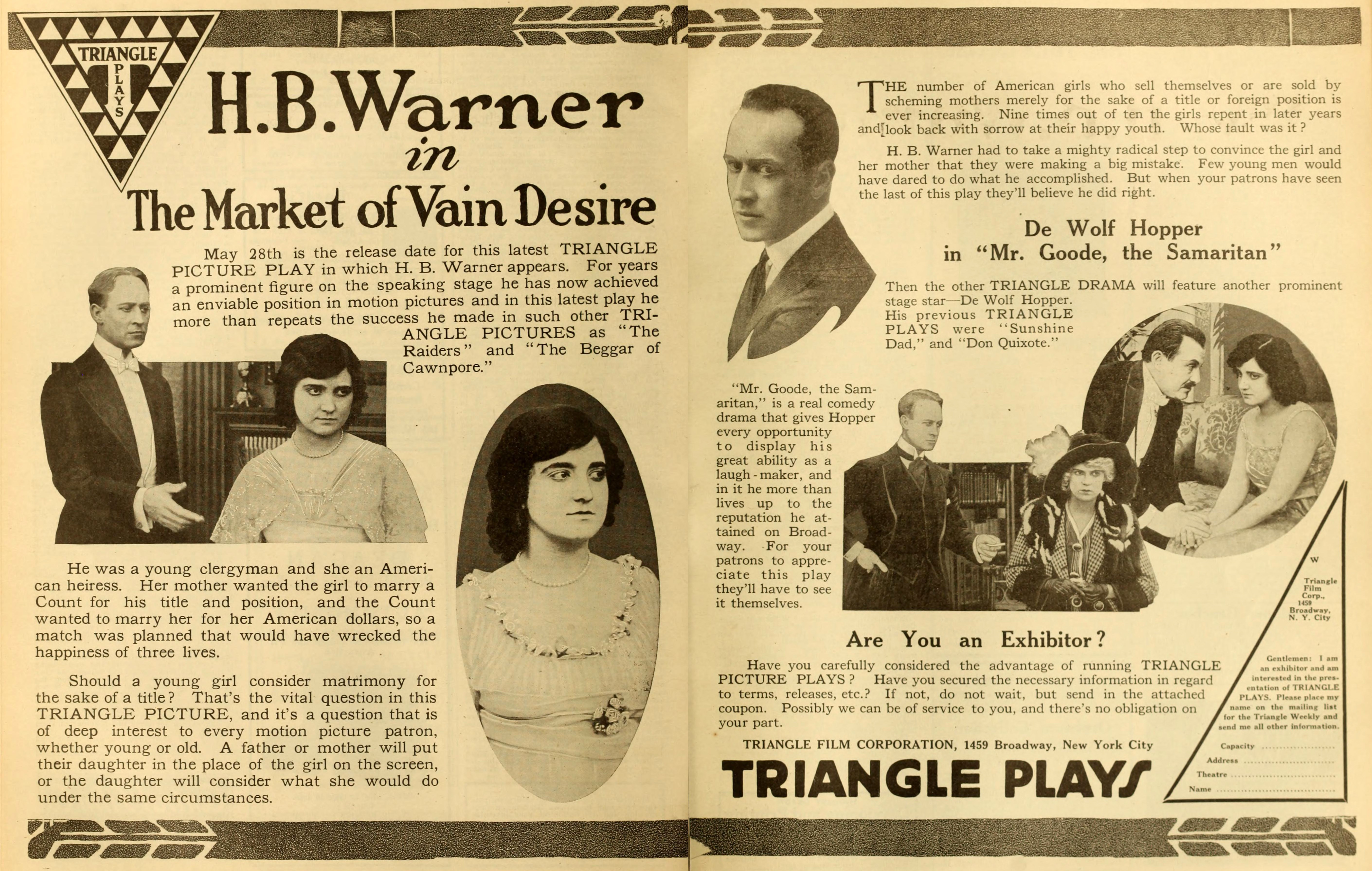
The Market of Vain Desire (1916)

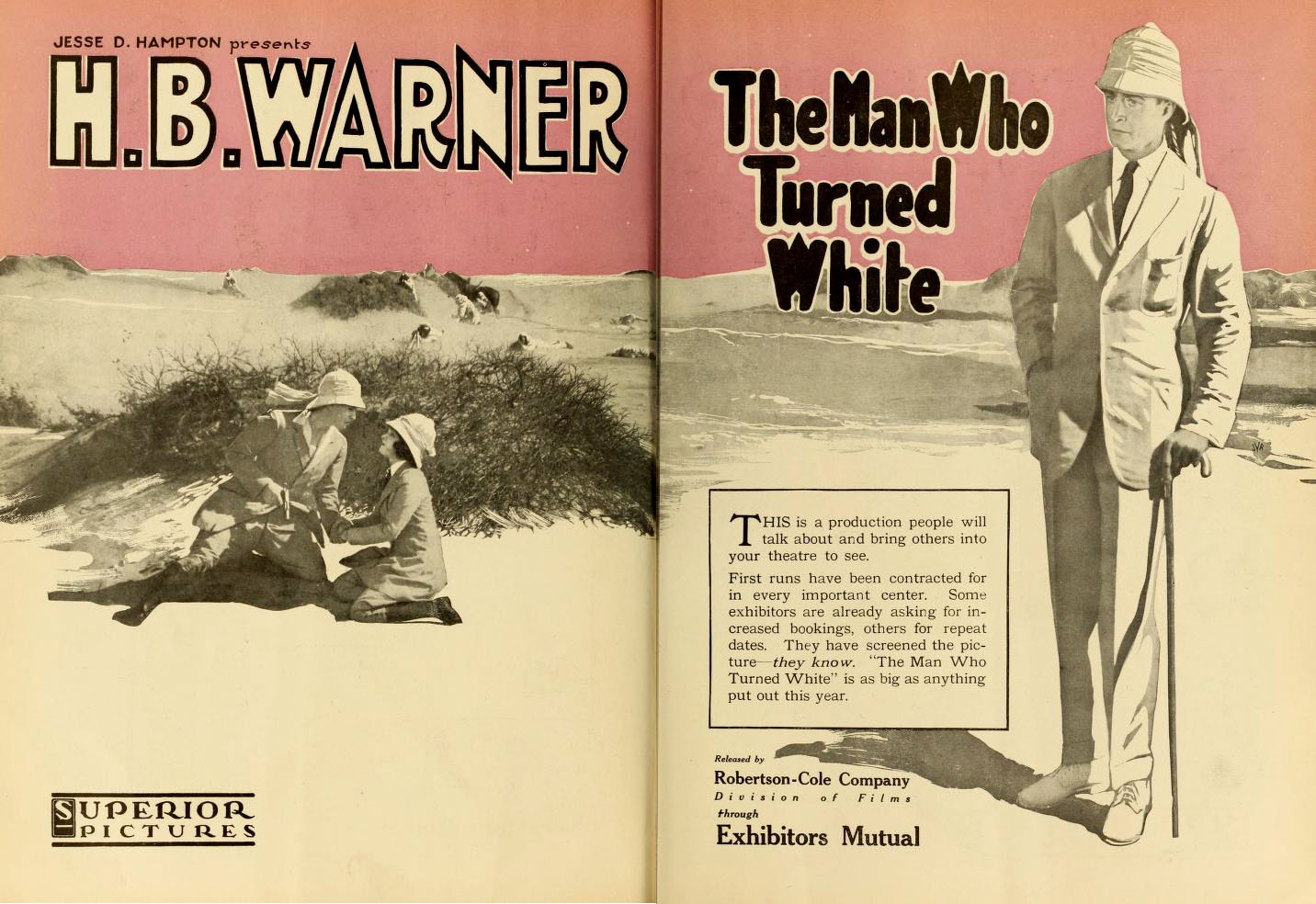
The Man Who Turned White (1919)

Henry Byron Warner, född 26 oktober 1876 i St John's Wood i London, död 21 december 1958 i Woodland Hills i Kalifornien, var en brittisk skådespelare.
Warners far var skådespelare och, även om unge Henry från början tänkt studera medicin, gick han i sin fars fotspår och spelade teater.
H.B. Warner inledde sin filmkarriär i stumfilmer 1914, då han debuterade i The Lost Paradise. Han spelade huvudroller, vilken kulminerade i rollen som Jesus i Cecil B. DeMilles mastodontstumfilm Konungarnas konung 1927. Efter den filmen blev Warner bara rollbesatt i värdiga roller som i 1930 års version av Liliom, 1935 års version av I skuggan av giljotinen och En gentleman kommer till stan 1936. Warner sågs dock ibland i roller som skurk, som i 1941 års version av The Devil and Daniel Webster där han spelade John Hathornes spöke.
Warner har en stjärna på Hollywood Walk of Fame, vid 6600 Hollywood Blvd. Han dog i Woodland Hills, Kalifornien 1958 vid en ålder av 82 år.

## Filmografi i urval
- 1914 – The Lost Paradise
- 1927 – Konungarnas konung
- 1929 – Doktorns hemlighet
- 1930 – Liliom
- 1935 – I skuggan av giljotinen
- 1936 – En gentleman kommer till stan
- 1937 – Bortom horisonten
- 1939 – Mr. Smith i Washington
- 1939 – När regnet kom
- 1941 – De korsikanska bröderna
- 1943 – Hitlers barn
- 1946 – Livet är underbart
- 1949 – Hellfire
- 1950 – Sunset Boulevard
- 1956 – De tio budorden